# Vierde Kwadrant
Het Vierde Kwadrant in het Noord-Hollandse Huizen is de laatst gerealiseerde nieuwbouwwijk die de officiële benaming Hogemaat heeft. Deze wijk bestaat uit de buurten De Tuit en de Filosofenbuurt. De eerste huizen werden opgeleverd in november 1996.
Het doel achter de bouw van het Vierde Kwadrant was de uitbreiding van het inwoneraantal van Huizen. Huizen is al een groeigemeente en is in de planologische kernbeslissing van Het Gooi ook daartoe aangewezen. Hierbij speelde mee dat het weidegebied dat er eerst lag weinig lucratief was voor de gemeente en niet gebruikt werd voor landbouw. Hoofdzakelijk paarden en stieren begraasden het gebied. Bovendien was het grotendeels ontoegankelijk voor recreatie. Verder speelt het een rol dat Huizen net onder de norm voor een hogere subsidieschaal van het Rijk zit. Verschillende projecten om het inwonertal te vergroten hebben tot doel gehad om deze grens te passeren.
Kenmerkend voor deze wijk is de kustzone welke bestaat uit appartementen die op sfinxen lijkt en half in het water staan.
De gemeente Blaricum is eind 2012 gestart met de ontwikkeling van de overgebleven weilanden tussen de A27 en het Vierde Kwadrant te bebouwen. Onder de naam Blaricummermeent wordt het laatste stuk groen richting het Gooimeer bebouwd.
Dorp: Huizen      Buurtschappen: Bikbergen · Crailo · Huizerhoogt · Valkeveen

Wijken: Bijvanck · Bovenweg · Huizermaat · Oostermeent · Oude dorp · Stad en Lande · Vierde Kwadrant · Zenderwijk
Noord-Holland: Steden en dorpen      Nederland: Provincies · Gemeenten